# Les Nouillers
Les Nouillers est une commune du Sud-Ouest de la France, située dans le département de la Charente-Maritime (région Nouvelle-Aquitaine).
Ses habitants sont appelés les Novelariens et les Novelariennes.
Par ordonnance du 31 mai 1825, la commune des Nouillers absorbe la commune du Pinier.

## Géographie

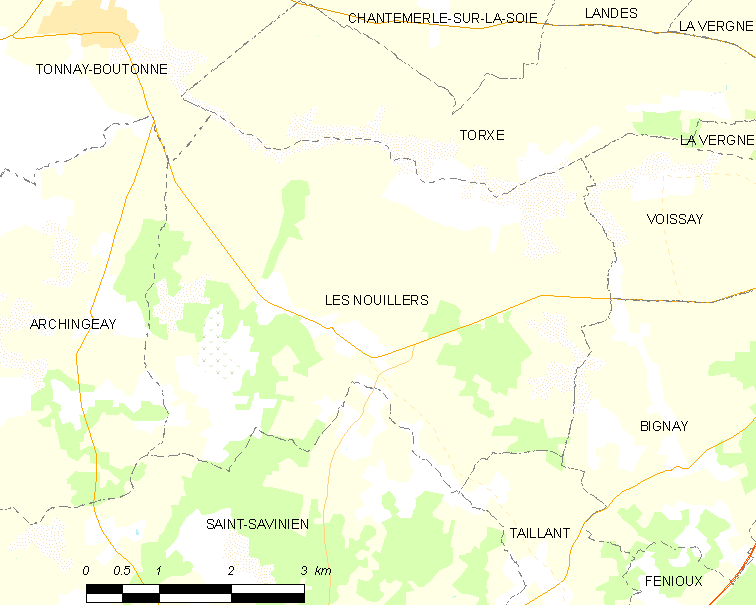
Carte de la commune.

Les Nouillers est une commune rurale dont le territoire municipal s’étend sur 24,15 km2, soit  2 415 hectares. Au nord, une zone de marais longe le cours de la rivière Boutonne qui marque la limite septentrionale de la commune. S'y jettent le Gouttemer, petit ruisseau qui longe le bourg par le sud-ouest et prend sa source au sud de la commune, et le Vivier qui dessine la limite avec la commune de Voissay au nord-est. Les Nouillers se situe ainsi dans le bassin versant de la Charente. Le relief s'élève peu à peu vers le sud en vallons et plateaux dont le point culminant atteint 64 m au sud-est du bourg, là où un parc de 5 éoliennes a été implanté en 2014. Le paysage évolue entre champs ouverts et bois. Les sols sont composés de terres argilo-calcaires (groies), sablo-limoneuses (doucins) voire tourbeuses.
Les Nouillers est membre de la Communauté de communes des Vals de Saintonge qui a intégré la Communauté de communes du Pays Savinois en 2014. Elle relève du Canton de Saint-Jean-d'Angély, lequel a absorbé en 2015 l'ancien Canton de Saint-Savinien dont la commune faisait partie jusqu'alors. Elle se situe donc dans l'Arrondissement de Saint-Jean-d'Angély, au sein du département de la Charente-Maritime, qui relève de la région Nouvelle-Aquitaine, laquelle a intégré en 2016 la région Poitou-Charentes dont il faisait jusqu'alors partie.
Le territoire de la commune est traversé d'ouest en est par la route départementale RD 739E, ancienne route nationale 739, qui relie le bourg à Tonnay-Boutonne à 6 km à l'ouest et à Saint-Jean-d'Angély à 12 km à l'est. La RD 119 vient de Torxé au nord et fusionne à l'est avec la RD 739E jusqu'à l'est du bourg où elle bifurque vers le sud en passant par Saint-Savinien-sur-Charente à 6 km. La RD 739E  est aussi reliée par la RD 122E1 à Archingeay à l'ouest, par la RD 127E3 à Taillant au sud-est et par la RD 217 à Bignay à l'est.

### Communes limitrophes
| Tonnay-Boutonne | Torxé          | Voissay  |
| Archingeay      | des Nouillers  | Bignay   |
|                 | Saint-Savinien | Taillant |

## Urbanisme

### Typologie
Au 1er janvier 2024, Les Nouillers est catégorisée commune rurale à habitat dispersé, selon la nouvelle grille communale de densité à 7 niveaux définie par l'Insee en 2022.
Elle est située hors unité urbaine et hors attraction des villes,.

### Occupation des sols
L'occupation des sols de la commune, telle qu'elle ressort de la base de données européenne d’occupation biophysique des sols Corine Land Cover (CLC), est marquée par l'importance des territoires agricoles (85,4 % en 2018), en augmentation par rapport à 1990 (83,2 %). La répartition détaillée en 2018 est la suivante : 
terres arables (64 %), zones agricoles hétérogènes (20 %), forêts (14,6 %), cultures permanentes (1,4 %). L'évolution de l’occupation des sols de la commune et de ses infrastructures peut être observée sur les différentes représentations cartographiques du territoire : la carte de Cassini (XVIIIe siècle), la carte d'état-major (1820-1866) et les cartes ou photos aériennes de l'IGN pour la période actuelle (1950 à aujourd'hui).

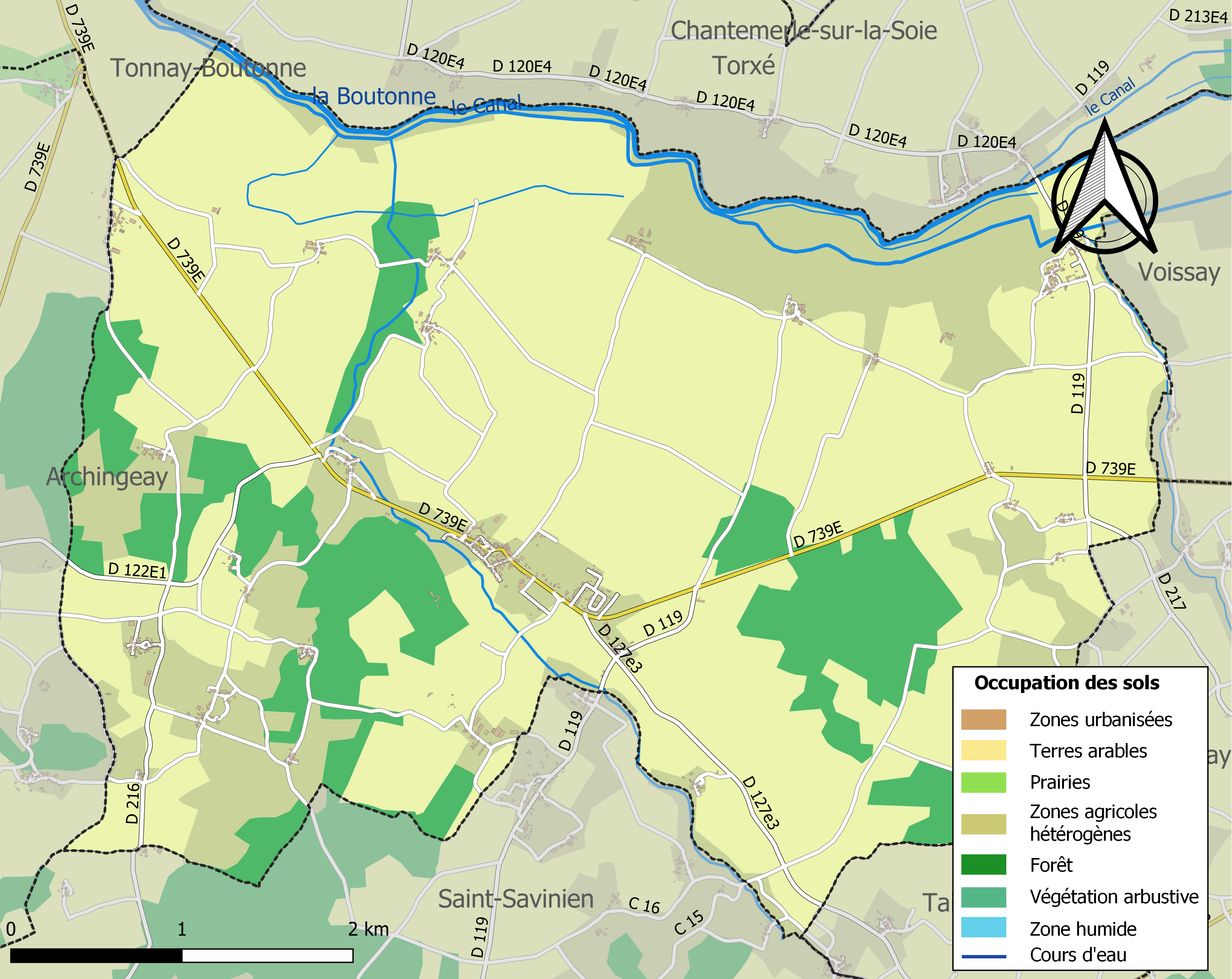
Carte des infrastructures et de l'occupation des sols de la commune en 2018 (CLC).

### Risques majeurs
Le territoire de la commune des Nouillers est vulnérable à différents aléas naturels : météorologiques (tempête, orage, neige, grand froid, canicule ou sécheresse), inondations, mouvements de terrains et séisme (sismicité modérée). Il est également exposé à un risque technologique,  le transport de matières dangereuses. Un site publié par le BRGM permet d'évaluer simplement et rapidement les risques d'un bien localisé soit par son adresse soit par le numéro de sa parcelle.

#### Risques naturels
Certaines parties du territoire communal sont susceptibles d’être affectées par le risque d’inondation par débordement de cours d'eau, notamment la Boutonne et le Canal. La commune a été reconnue en état de catastrophe naturelle au titre des dommages causés par les inondations et coulées de boue survenues en 1982, 1983, 1999 et 2010,.

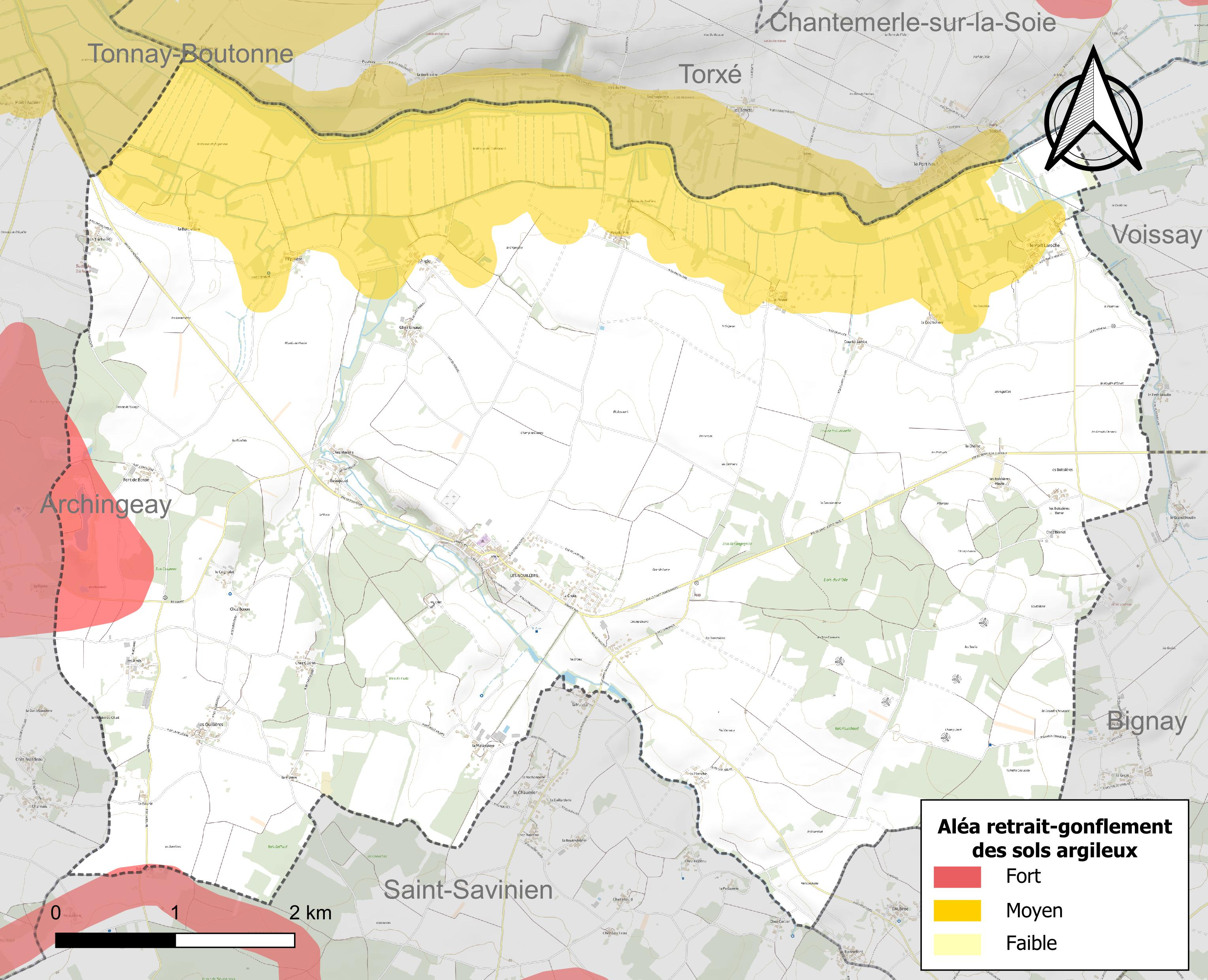
Carte des zones d'aléa retrait-gonflement des sols argileux des Nouillers.

Les mouvements de terrains susceptibles de se produire sur la commune sont des tassements différentiels.
Le retrait-gonflement des sols argileux est susceptible d'engendrer des dommages importants aux bâtiments en cas d’alternance de périodes de sécheresse et de pluie. 19,2 % de la superficie communale est en aléa moyen ou fort (54,2 % au niveau départemental et 48,5 % au niveau national). Sur les 381 bâtiments dénombrés sur la commune en 2019,  45 sont en aléa moyen ou fort, soit 12 %, à comparer aux 57 % au niveau départemental et 54 % au niveau national. Une cartographie de l'exposition du territoire national au retrait gonflement des sols argileux est disponible sur le site du BRGM,.
Par ailleurs, afin de mieux appréhender le risque d’affaissement de terrain, l'inventaire national des cavités souterraines permet de localiser celles situées sur la commune.
Concernant les mouvements de terrains, la commune a été reconnue en état de catastrophe naturelle au titre des dommages causés par la sécheresse en 2003 et par des mouvements de terrain en 1983, 1999 et 2010.

#### Risques technologiques
Le risque de transport de matières dangereuses sur la commune est lié à sa traversée par une ou des infrastructures routières ou ferroviaires importantes ou la présence d'une canalisation de transport d'hydrocarbures. Un accident se produisant sur de telles infrastructures est susceptible d’avoir des effets graves sur les biens, les personnes ou l'environnement, selon la nature du matériau transporté. Des dispositions d’urbanisme peuvent être préconisées en conséquence.

## Toponymie
L'origine du nom se baserait sur une colonisation du site par des paysans gallo-romains. Au Moyen-âge, la paroisse s'appelle Novelarii ou Novellarii. On en retrouve la trace en 1272 dans les lettres d'abandon d'Aymeric Guibert au maire et à la commune de Saint-Jean-d'Angély. Le nom apparait encore un demi-siècle plus tard dans les comptes de l'archipresbytère de Taillebourg, pour la levée de subsides du pape Jean XXII. On retrouve un peu plus tard, en 1529, une déformation en Novalarii dans une notice des évêques et des bénéfices à la nomination de l'évêque de Saintes.
Ces différentes versions découlent du latin novale, signifiant "terre nouvellement défrichée", et novalis, "jachère". C'est ainsi que les gallo-romains désignent les terres conquises sur la forêt.
Le nom de la paroisse se francisera par la suite en Noveliers ou Novelières. Ces termes sont de la famille de novel, vieux français des adjectifs nouvel, nouveau.
Aussi, le nom de la paroisse évolue au fil des époques en Noulliers, comme l'atteste en 1650 la carte de Sanson, pour devenir Nouillers.

## Histoire

### Préhistoire
La découverte près du village des Ouillères de deux pierres polies et d'un disque en silex a été notifiée par l'instituteur de la commune en octobre 1895.

### Antiquité
Un buste gallo-romain a été découvert au Port-Laroche. Il est aujourd’hui exposé au Musée des Antiquités Nationales de Saint-Germain-en-Laye. Un tesson d'amphore et des aménagements en bois le long de la berge de la Boutonne ont été mis au jour en 2008 et datés d'une période allant du Ier siècle au IIIe siècle de notre ère. Il pourrait s'agir d'un moulin à eau antique.

### Moyen Âge
Au XIIe siècle, l’église est édifiée dans le style roman, dernière des églises à files de coupoles originaires du Périgord.
Aux XIIIe siècle et XIVe siècle, le village de la Grande Chenaudière est réputé dans toute la Saintonge pour ses ateliers de poterie.
Au XVe siècle, le château de Bois-Charmant est mentionné en 1408 comme appartenant à un certain Colin Mauny .
Sur cette commune se trouvait le fief de La Vialière (ou Vialère), pour qui le bailli de Taillebourg fit comparaître, en 1420, à la requête de son seigneur, Jean Isle, des témoins qui attestèrent l'ancienneté du fief dans la maison Isle. L'église conserve, sur ses murs intérieurs, la trace de plusieurs blasons (XV-XVIe s.). Celui de la famille Isle se voit sur le mur sud, disposé entre deux écussons juxtaposés, côté de la chaire ; un second, qui a gardé ses couleurs, "d'argent à trois roses de gueules boutonnées et feuillées de sinople, posées 2 et 1", se trouve sur un pilier près de la rampe de la tribune. Un document de 1473 précise que le tombeau des Isle se trouve  devant le maître-autel.

## Administration

### Liste des maires
| Période                                  | Période   | Identité                    | Étiquette | Qualité                                 |
| ---------------------------------------- | --------- | --------------------------- | --------- | --------------------------------------- |
| 1793                                     | ...       | Pierre Gillot               |           |                                         |
| ...                                      | ...       | Joseph Charrié,             |           |                                         |
| dès 1803                                 | 1807      | Désiré Fonteneau            |           | (1772-1808)                             |
| 1808                                     | 1834      | Jean-Joseph Jouneau         | Droite    | (1756-1837) père de Henri-Adam Jouneau  |
| 1834                                     | 1840      | Henri-Adam Jouneau          |           | (1779-1840) fils de Jean-Joseph Jouneau |
| 1841                                     | 1847      | Joseph-Théodat de Sossiondo |           |                                         |
| 1848                                     | 1852      | Jean Bertet                 |           |                                         |
| 1852                                     | 1865      | Étienne Martin              |           |                                         |
| 1865                                     | 1870      | François Fraprie            |           | (1808-1885)                             |
| 1871                                     | 1872      | Michel Bernet               |           | (1806-1898) beau-père d'Alexandre Éloir |
| 1873                                     | 1874      | Isidore Braudeau            |           | (1838-?)                                |
| 1874                                     | mai 1876  | François Bouquet            |           |                                         |
| mai 1876                                 | juin 1876 | François Fraprie            |           |                                         |
| juin 1876                                | 1888      | Michel Bernet               |           |                                         |
| 1888                                     | 1902      | Alexandre Éloir             |           | (1837-1921) gendre de Michel Bernet     |
| ...                                      | ...       | ...                         |           |                                         |
| 1908                                     | 1919      | Eugène Couteau              |           | (1858-1927)                             |
| ...                                      | ...       | Lamy                        |           |                                         |
| 1945                                     | 1954      | Abel Routurier              |           | (1890-1954)                             |
| 1954                                     | 1971      | Daniel Durand               |           | (1888-1985)                             |
| 1971                                     | 2001      | Pierre Rocher               | DVG       | (1928-2015)                             |
| 2001                                     | 2008      | Michel Plaire               |           | (1939-2011) Maire                       |
| 2008                                     | En cours  | Stéphane Ardoin             | LR        | (1967 – ) Fonctionnaire - Maire         |
| Les données manquantes sont à compléter. |           |                             |           |                                         |

## Démographie

### Évolution démographique
L'évolution du nombre d'habitants est connue à travers les recensements de la population effectués dans la commune depuis 1793. Pour les communes de moins de 10 000 habitants, une enquête de recensement portant sur toute la population est réalisée tous les cinq ans, les populations de référence des années intermédiaires étant quant à elles estimées par interpolation ou extrapolation. Pour la commune, le premier recensement exhaustif entrant dans le cadre du nouveau dispositif a été réalisé en 2008.

En 2022, la commune comptait 724 habitants, en évolution de +5,85 % par rapport à 2016 (Charente-Maritime : +4,04 %, France hors Mayotte : +2,11 %).
| 1793 | 1800 | 1806 | 1821 | 1831  | 1836  | 1841  | 1846  | 1851  |
| ---- | ---- | ---- | ---- | ----- | ----- | ----- | ----- | ----- |
| 696  | 696  | 796  | 840  | 1 017 | 1 087 | 1 021 | 1 028 | 1 027 |

| 1856  | 1861  | 1866  | 1872  | 1876  | 1881 | 1886 | 1891 | 1896 |
| ----- | ----- | ----- | ----- | ----- | ---- | ---- | ---- | ---- |
| 1 027 | 1 017 | 1 010 | 1 053 | 1 000 | 996  | 920  | 830  | 868  |

| 1901 | 1906 | 1911 | 1921 | 1926 | 1931 | 1936 | 1946 | 1954 |
| ---- | ---- | ---- | ---- | ---- | ---- | ---- | ---- | ---- |
| 802  | 821  | 863  | 708  | 687  | 656  | 642  | 597  | 623  |

| 1962 | 1968 | 1975 | 1982 | 1990 | 1999 | 2006 | 2008 | 2013 |
| ---- | ---- | ---- | ---- | ---- | ---- | ---- | ---- | ---- |
| 642  | 593  | 534  | 618  | 607  | 611  | 623  | 626  | 655  |

| 2018 | 2022 | - | - | - | - | - | - | - |
| ---- | ---- | - | - | - | - | - | - | - |
| 712  | 724  | - | - | - | - | - | - | - |

## Lieux et monuments
- L'église romane Saint-Pierre des Nouillers, qui date du XIIe siècle, et qui est classée monument historique.

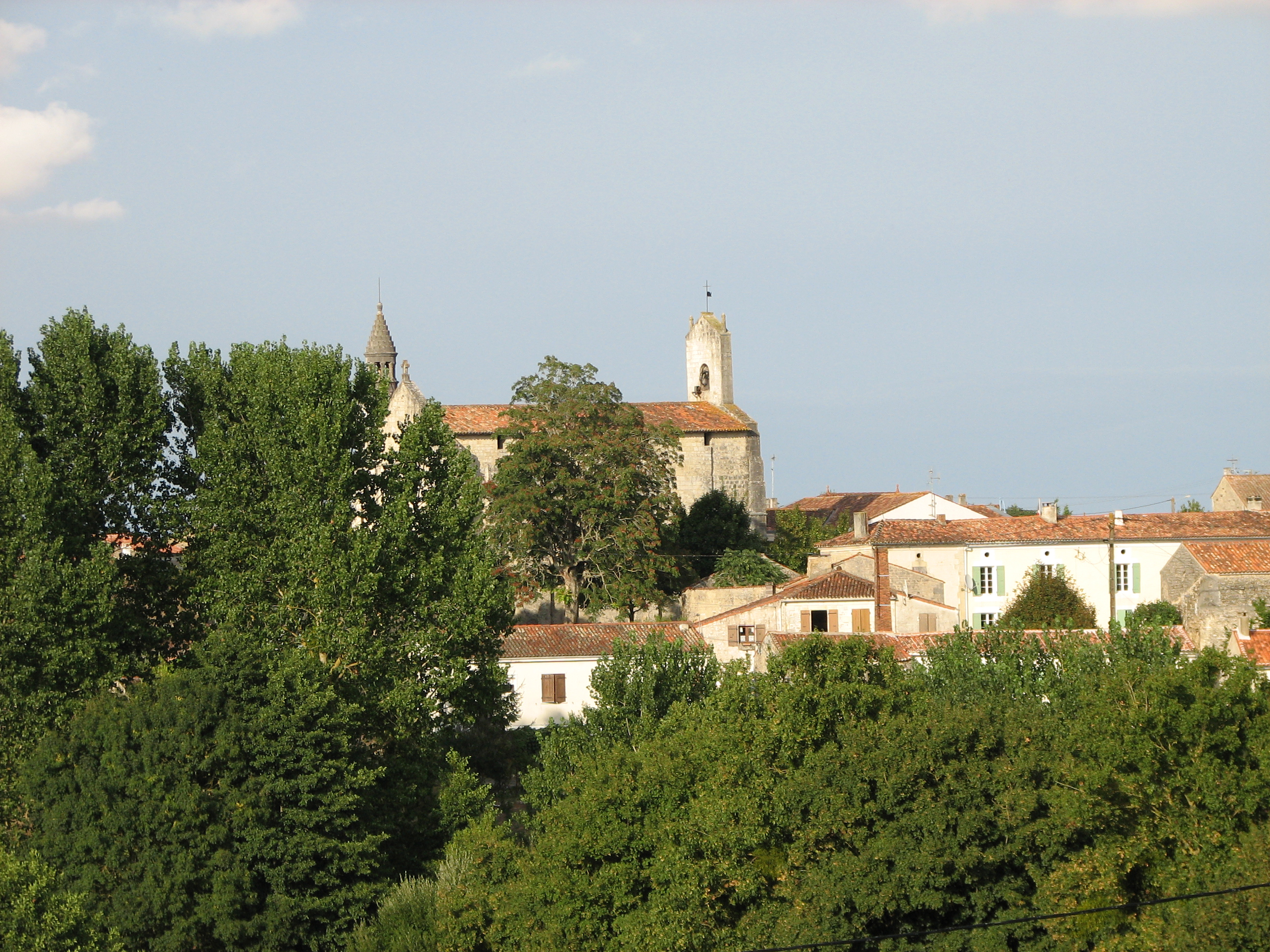
L'église au milieu du village.
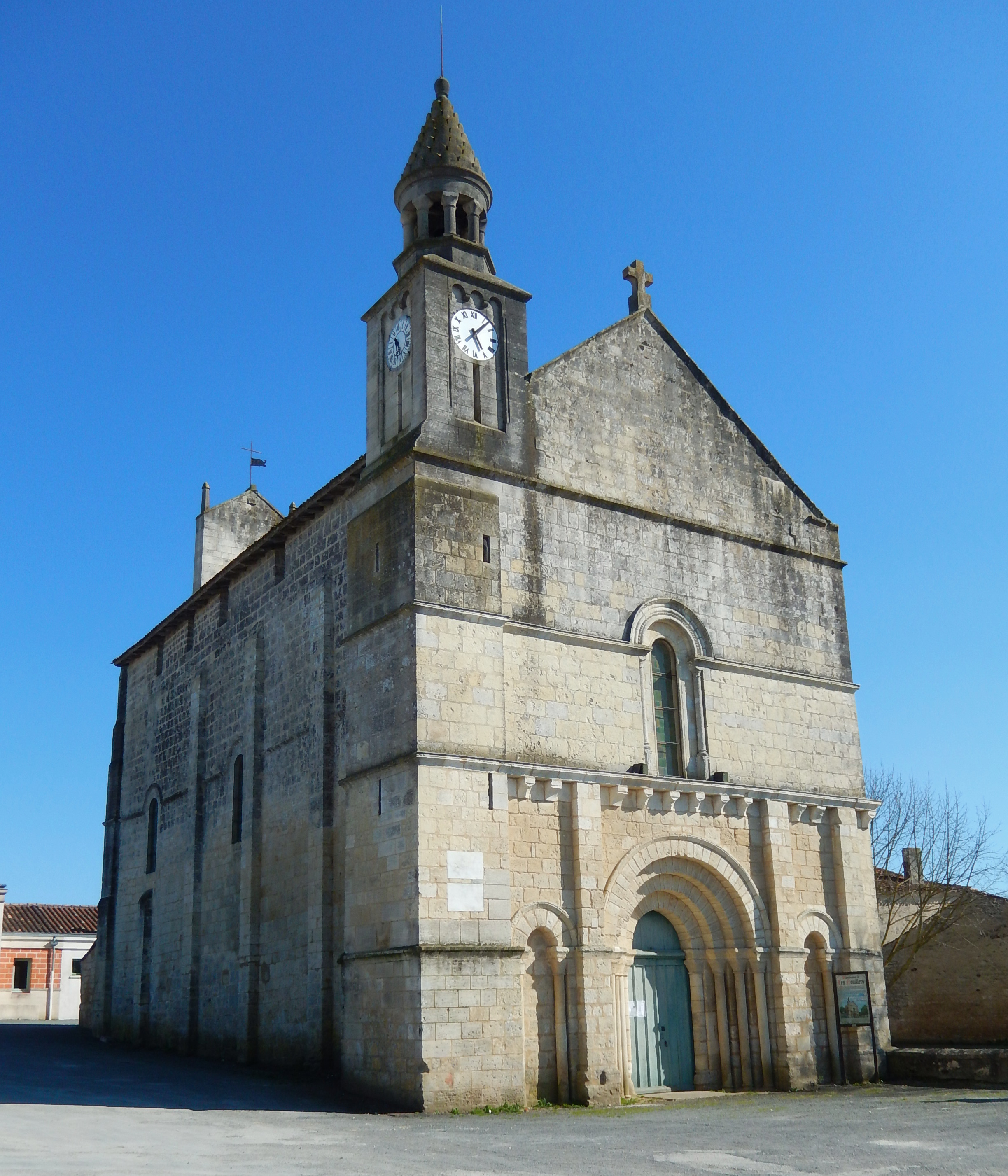
La façade nord-ouest de l'église.

- Le château de Bois-Charmant, qui a été construit au XVIe siècle.

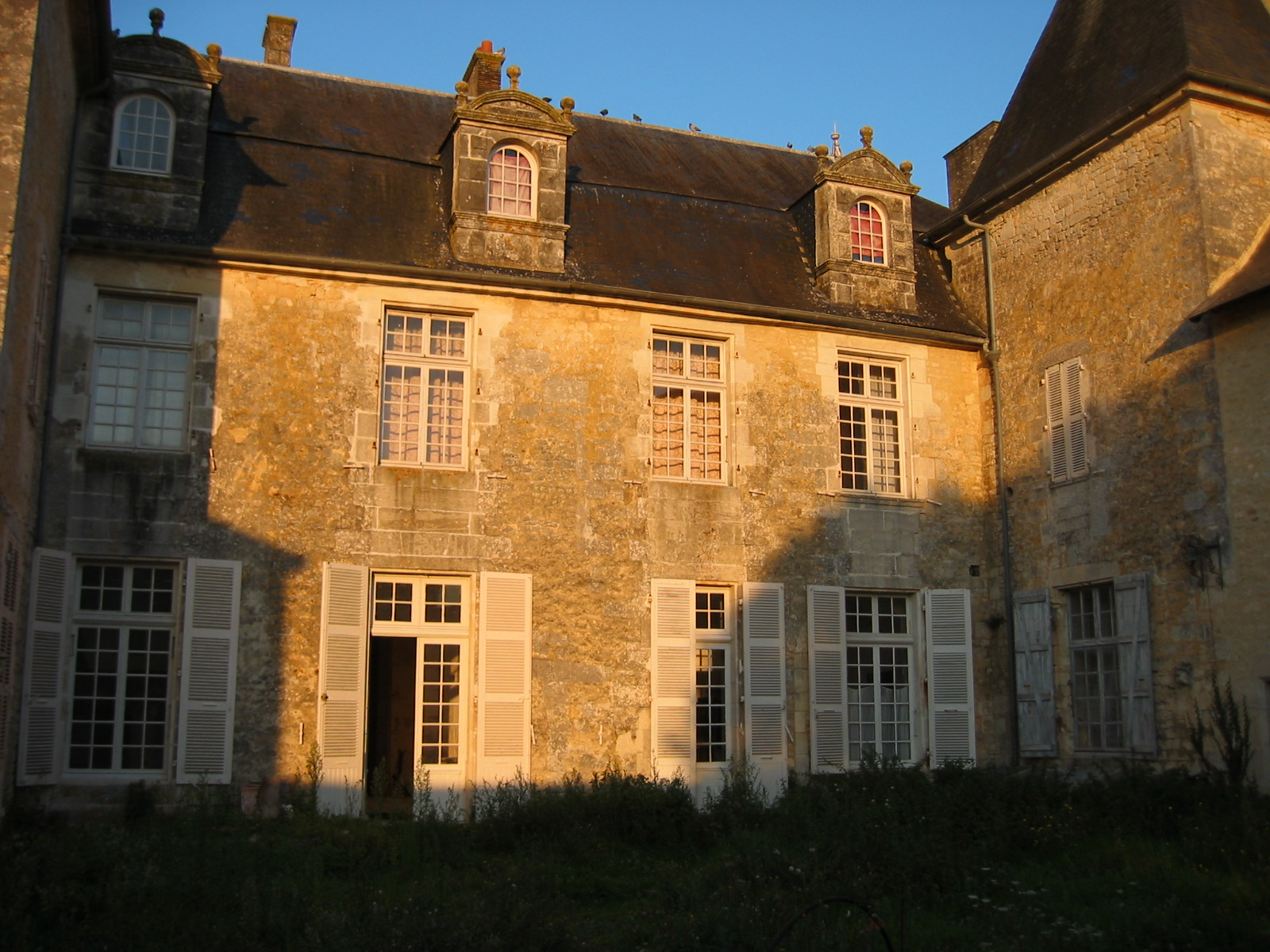
L'entrée du château de Bois-Charmant.
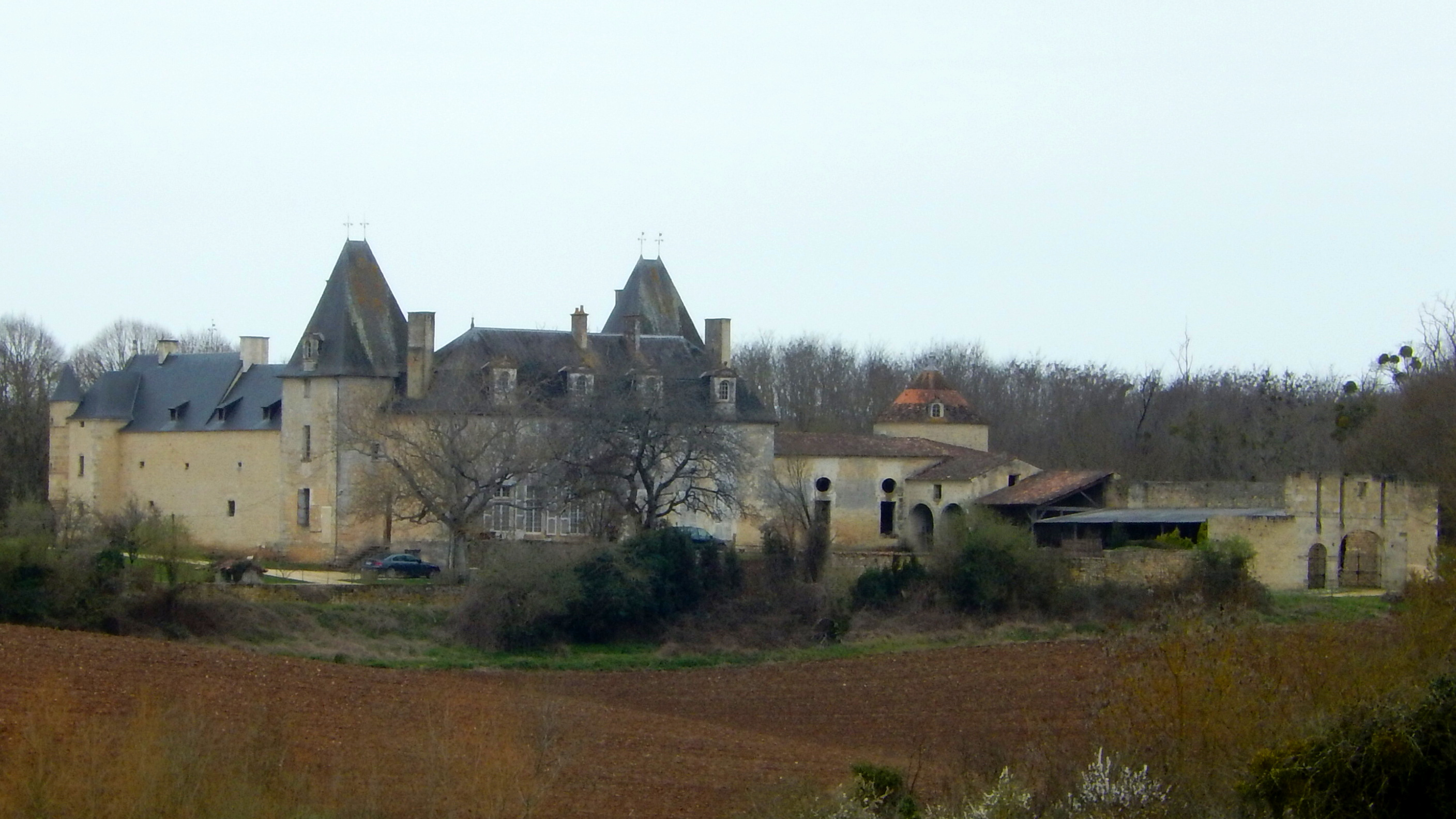
Le château, vu depuis l'est du village.

- Un ancien moulin à vent, situé au sud-est ; et un lac prisé des promeneurs, situé dans d'anciennes carrières, près d'Archingeay.

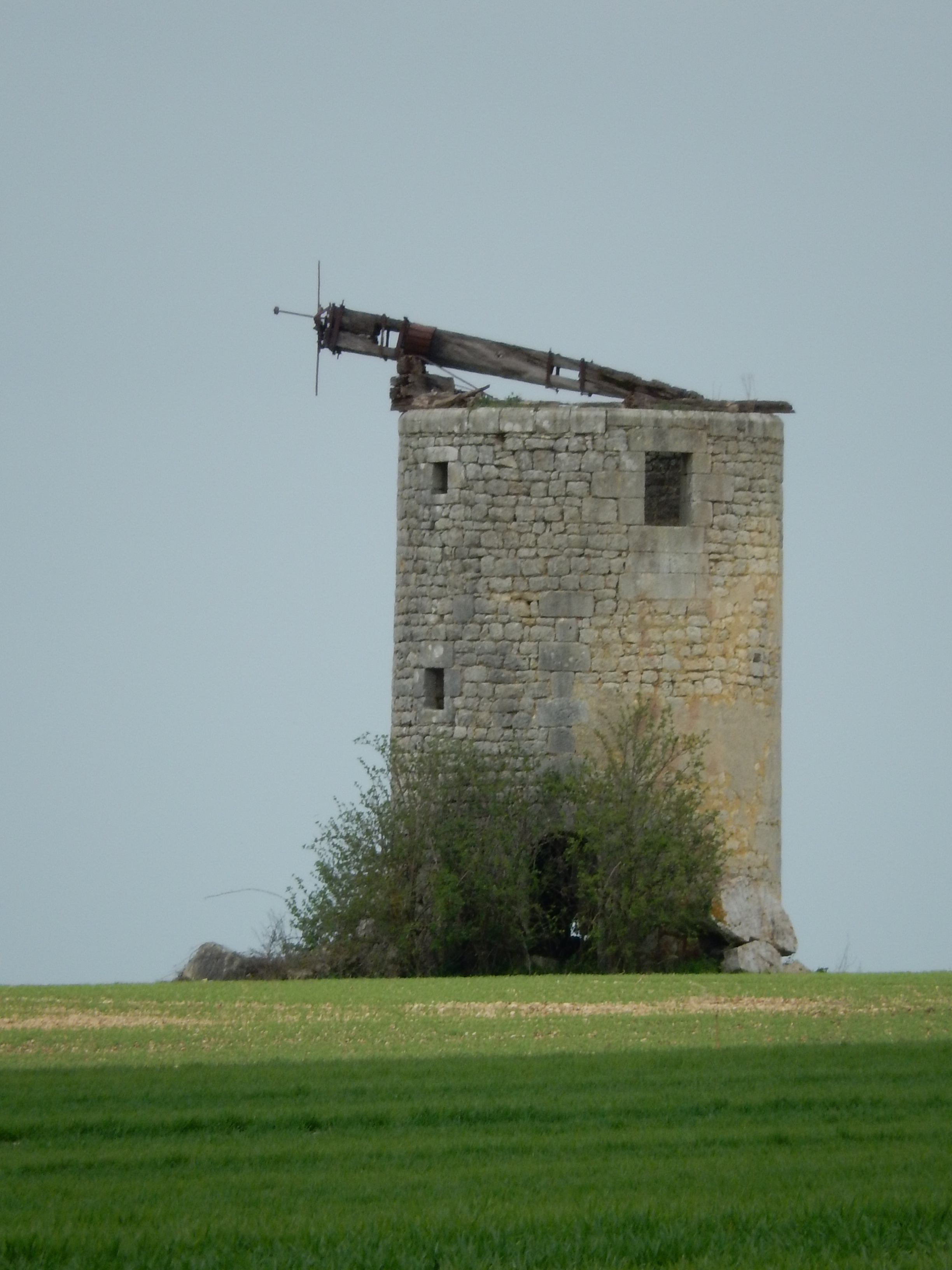
Le moulin à vent.
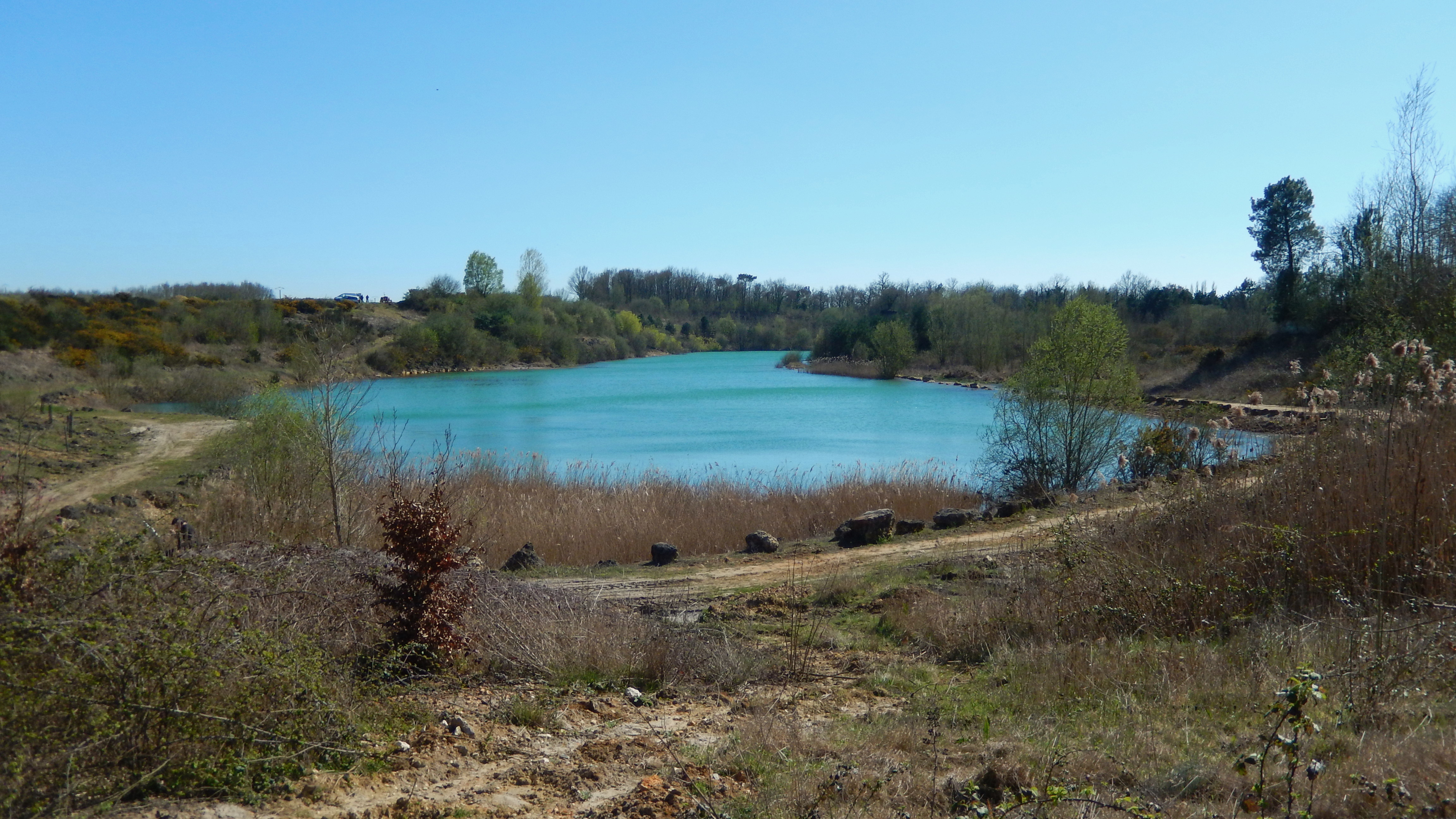
Le lac.